# Waitangidagen
Waitangidagen (engelska: Waitangi Day) eller Nya Zeeland-dagen (engelska: New Zealand Day) är en allmän helgdag i Nya Zeeland. Den firas 6 februari, eftersom detta var dagen för Waitangifördragets undertecknande 1840.

### Fotnoter
1. ↑  ”New Zealand” (på engelska). World Statesmen. http://www.worldstatesmen.org/New_Zealand.htm. Läst 10 november 2015.
2. ↑  ”Waitangi Day Public Holiday in New Zealand”. 11 december 2022. Arkiverad från originalet den 4 april 2023. https://web.archive.org/web/20230404005141/https://holidaywagecalculator.com/waitangi-day-public-holiday-in-nz/. Läst 4 april 2023.